# Дэвис, Энтони
Энтони Дэвис-младший (англ. Anthony Davis, Jr.; род. 11 марта 1993, Чикаго, Иллинойс) — американский баскетболист, выступающий за команду НБА «Даллас Маверикс». Был игроком национального уровня во время учёбы в выпускном классе старшей школы. Он провёл один сезон в составе баскетбольной команды Кентуккийского университета «Кентукки Уайлдкэтс», с которой выиграл чемпионат NCAA и был удостоен звания лучшего игрока первенства. Был выбран на драфте НБА 2012 года под общим первым номером командой «Нью-Орлеан Хорнетс». В 2012 году стал чемпионом Олимпийских игр в Лондоне (самый юный в истории олимпийский чемпион по баскетболу), а в 2014 году — победителем чемпионата мира в Испании.

## Ранние годы
Дэвис вырос в южном районе Чикаго, с шестого класса он учился в en:Perspectives Charter Schools. У школы не было собственного спортзала, поэтому баскетбольная команда тренировалась в соседней церкви. Обычно будущие звёзды баскетбола оказываются на примете у университетских селекционеров и спортивных СМИ ещё в средней школе, но с Дэвисом ситуация была иной. Он практически не был известен даже на местном уровне до весны 2010 года. Школьная баскетбольная команда, за которую играл Дэвис, выступала в Чикагской лиге общественных школ, не относящейся к элитным спортивным турнирам и практически не попадающей в поле зрения спортивных СМИ.
Весной 2010 года, после окончания школьного спортивного сезона, Дэвис стал игроком чикагского любительского клуба «Минститс», владельцем которого является бывший игрок НФЛ Тай Стритс. В это время за Дэвисом наблюдали селекционеры из университетов Лиги горизонта и нескольких других колледжей с баскетбольными командами немного выше среднего уровня. В команде «Минстритс» привыкший играть на позиции защитника Дэвис стал игроком передней линии и очень хорошо справился со своей новой ролью, особенно преуспев в атаке из трёхсекундной зоны и блокировании бросков соперника. Уже на первом турнире, в котором участвовала его новая команда, Дэвис обратил на себя всеобщее внимание. Во многом его прогрессу способствовал быстрый рост, который к лету 2010 года составлял 208 см. К Дэвису стали проявлять серьёзный интерес многие колледжи со всей страны, в частности университеты Кентукки, штата Огайо, Сиракьюза и Де Поля.
4 августа 2010 года, ещё до того, как Дэвис определился с выбором колледжа, газета Chicago Sun-Times опубликовала на своём сайте статью Майкла О’Брайана, в которой он, ссылаясь на «надёжный источник», утверждал, что Энтони Дэвис-старший попросил у Кентуккийского университета 200 тысяч долларов за поступление туда его сына. Получение студентами-спортсменами или их семьями денежных вознаграждений запрещено правилами НАСС. В тот же день публикация была убрана с сайта по требованию юристов Кентуккийского университета. Дэвис-старший незадолго до публикации заявлял, что его семья ничего не просила у представителей университетов. 6 августа Chicago Sun-Times вновь опубликовала статью на сайте и в печатной газете. О’Брайан несколько изменил формулировку, написав, что согласно источникам из трёх различных университетов Дэвис-старший просил у них различные суммы от 125 до 150 тысяч долларов. Кентуккийский университет и семья Дэвисов утверждали, что публикация является ложью, и угрожали газете судебными исками за клевету, однако их юристы так и не направили дело в суд. 13 августа 2010 года Дэвис-младший официально объявил о том, что будет поступать в Кентуккийском университете по окончании школы.
Свой последний спортивный сезон в школе Дэвис начинал в ранге игрока национального уровня. Благодаря его прогрессу календарь игр школьной команды претерпел серьёзные изменения, в нём появились игры с сильнейшими школьными командами Чикаго, а также выездные игры в Огайо и Массачусетсе. Кроме того, игра со школой имени Уитни Янга транслировалась на общенациональном кабельном канале ESPNU (сегмент телесети ESPN, специализирующийся на студенческом спорте). В этой игре Дэвис набрал 32 очка, сделал 22 подбора и заблокировал 7 бросков. Однако уровень партнёров Дэвиса по школьной команде был невысок, из-за чего команда одержала лишь 7 побед при 18 поражениях. Это не помешало Дэвису получить приглашение на матчи всех звёзд школьной лиги, организованные McDonald's и Jordan Brand, причём в последнем он разделил звание самого ценного игрока с Джеймсом Майклом Макаду.

## Кентуккийский университет

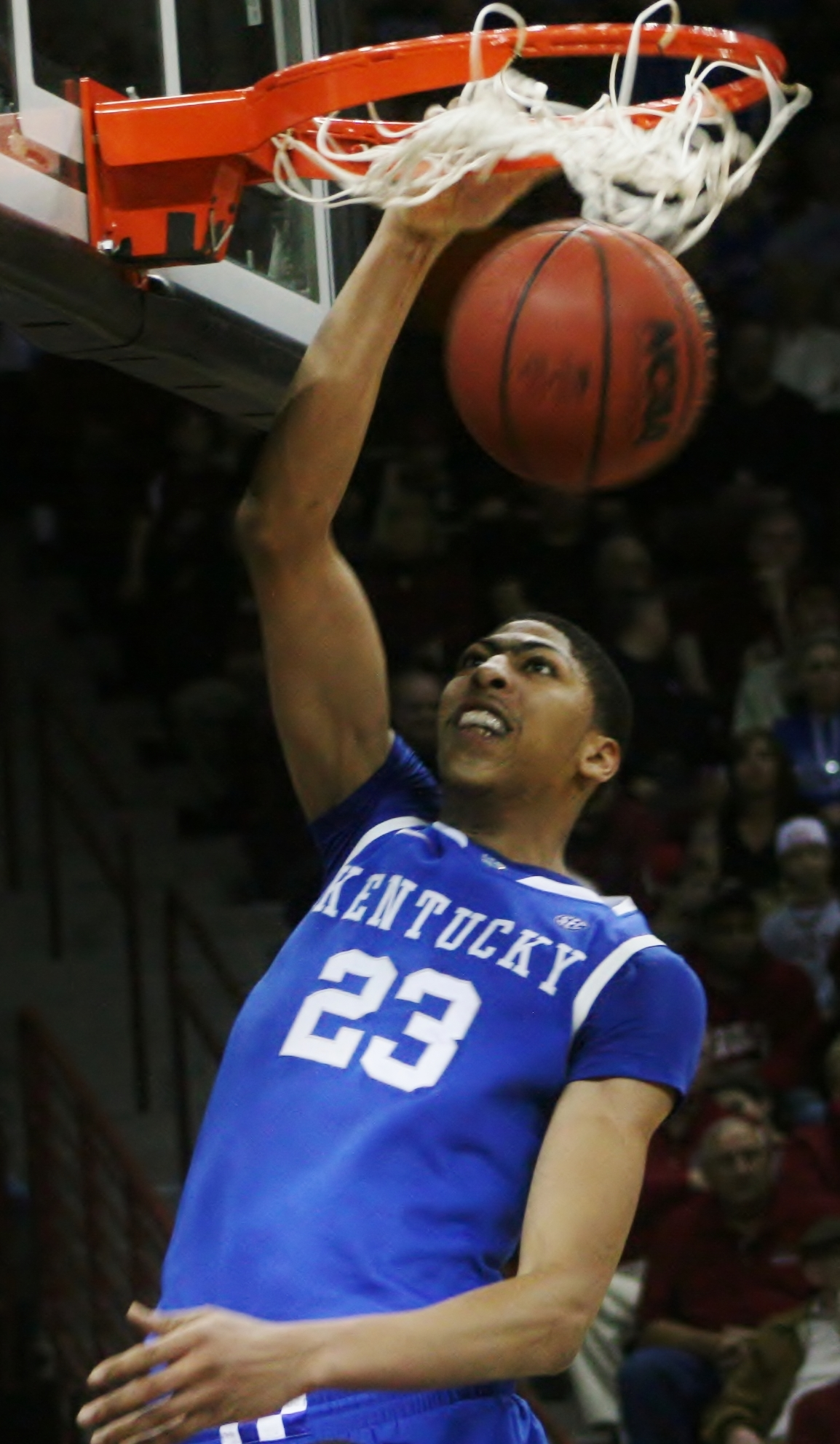
Дэвис в игре за Кентуккийский университет

Летом 2011 года Дэвис поступил в Кентуккийский университет и стал игроком университетской баскетбольной команды «Дикие коты», тренером которой являлся Джон Калипари. Ещё до начала спортивного сезона Дэвиса называли потенциальным первым номером на драфте НБА 2012 года. Тренер Калипари очень высоко отзывался о спортивных качествах Энтони, сравнивал его со своим бывшим подопечным Маркусом Кэмби, ставшим в НБА признанным мастером блок-шотов. Калипари особенно отмечал универсализм Дэвиса, который при больших габаритах мог не только эффективно играть под щитом, но и атаковать из-за трёхочковой линии, вести мяч и быстро перемещаться по площадке. Обозреватели ESPN включили Дэвиса в свою символическую сборную лучших игроков предстоящего сезона. Дэвис также попал в предварительный список кандидатов на получение приза имени Уэймана Тисдейла лучшему новичку сезона и приза имени Джеймса Нейсмита лучшему игроку сезона. Уже в феврале 2012 года известный тренер Дик Витейл высказал мнение, что Дэвис получит все основные награды сезона как лучший игрок, новичок и оборонительный игрок, а также будет выбран на драфте НБА под первым номером.
В регулярном сезоне 2011/2012 «Дикие коты» выиграли 30 игр и потерпели лишь одно поражение. С 24 января 2012 года команда прочно закрепилась на первом номере в общенациональном рейтинге AP. В плей-офф Юго-Восточной конференции «Дикие коты» дошли до финала, где уступили команде Университета Вандербильта. На турнире НАСС Кентуккийский университет уверенно выиграл все игры и 2 апреля стал чемпионом студенческого сезона, а Энтони Дэвис был признан самым ценным игроком турнира. 18 апреля все пять игроков стартовой пятёрки «Диких котов» (Дэвис, Майкл Кидд-Гилхрист, Маркиз Тиг, Терренс Джонс и Дорон Лэмб) выставили свои кандидатуры на драфт НБА 2012 года.

## НБА

### Нью-Орлеан Хорнетс / Нью-Орлеан Пеликанс (2012—2019)
28 июня 2012 года Дэвис был выбран под 1-м номером на драфте НБА 2012 года командой «Нью-Орлеан Хорнетс».
24 июля 2012 года Дэвис подписал с Hornets трехлетний контракт с гарантией на 16 миллионов долларов, как это предписано коллективным договором НБА.
После сезона 2012-13 «Хорнетс» были переименованы на «Пеликанс». Дэвис пожертвовал 65 тысяч долларов на строительство баскетбольной площадки в своей родной школе. 16 октября 2013 года, во время предсезонки второго года Дэвиса в сезоне 2013-14, «Пеликанс» реализовали опцион на третий год по контракту Дэвиса.
В сезоне 2014-15 годов, в своей первой серии плей-офф в карьере Дэвис набирал в среднем 31,5 очка, 11 подборов и 3 блок-шота за игру. Несмотря на то, что Пеликанс были выбиты в первом раунде Голден Стейт, которые в итоге и выиграли чемпионат, Дэвис присоединился к Шакилу О’Нилу, Хакиму Оладжувону и Карлу Мэлоуну как единственные игроки за последние 20 сезонов, набиравшие в среднем 30 очков и 10 подборов в плей-офф. Дэвис также стал первым игроком за 40 лет, набравшим в среднем 30 очков и 10 подборов в первой серии плей-офф. Ранее, такого достижения смогли добиться только Уилт Чемберлен, Карим Абдул-Джаббар и Боб Макаду.
В конце сезона Дэвис занял 4-е место в голосовании как лучший оборонительный игрок НБА, 5-е место в голосовании за награду самого ценного игрока НБА и шестое место в голосовании за награду как самому прогрессирующему игроку НБА. Он был выбран в первую команду All-NBA впервые в своей карьере, став первым игроком, попавшим в первую команду в первые три сезона с тех пор, как Деррик Роуз сделал это в сезоне 2010-11.
9 июля 2015 года Дэвис подписал пятилетний контракт на 145 миллионов долларов с «Пеликанс».
28 января 2019 года Дэвис сообщил «Пеликанс», что не подпишет продление контракта в предстоящее межсезонье, и попросил обменять его, поскольку он имел право стать свободным агентом летом 2020 года. На следующий день НБА оштрафовала его на 50тысяч долларов за обнародование его запроса.

### Лос-Анджелес Лейкерс (2019—2025)
В июле 2019 года «Пеликанс» обменяли Дэвиса в «Лос-Анджелес Лейкерс» в обмен на Лонзо Болла, Брэндона Ингрэма, Джоша Харта и три драфт-пика первого раунда, включая четвёртый выбор «Лейкерс» на драфте НБА 2019 года. Он дебютировал за «Лейкерс» 22 октября 2019 года в матче против «Лос-Анджелес Клипперс», набрав 25 очков, 10 подборов и 5 передач за 37 минут при поражении со счетом 112—102. 29 октября он стал первым игроком «Лейкерс», заработавшим 40 очков и 20 подборов после Шакила О’Нила в 2003 году.
В январе 2020 года агент Дэвиса Рич Пол объявил, что они откажутся от предложения Лейкерс о четырёхлетнем максимальном контракте на 146 миллионов долларов, приняв решение стать свободным агентом, после чего Дэвис может претендовать на пятилетний контракт на 202 миллиона долларов.
3 декабря 2020 года Дэвис подписал с «Лейкерс» пятилетний контракт на 190 миллионов долларов, который включал возможность досрочного прекращения контракта до пятого сезона в 2024—2025 годах. В сезоне 2020—2021 годов Дэвис выбыл на 30 игр (февраль — апрель 2021 года), что стало самым продолжительным перерывом в его карьере из-за проблем с правой икрой и пяткой.
4 августа 2023 года Дэвис подписал новый трехлетний контракт с «Лос-Анджелес Лейкерс».
9 декабря 2023 года в матче против клуба «Индиана Пэйсерс» Дэвис набрал 41 очко, сделал 20 подборов, 5 передач и 4 блок-шота. Эта игра стала для игрока третьей с 40 и более очками, 20 подборами и 2 блок-шотами. Дэвис поднялся на первое место в истории и делит его с Бобом Макаду, Каримом Абдул-Джаббаром и Мозесом Мэлоуном (у всех по 3 таких матча).
1 февраля 2024 года Дэвис в десятый раз был включен в список игроков на Матч всех звезд НБА 2024 года.
В первом матче сезона 2024/25, «Лейкерс» 22 октября Дэвис набрал 36 очков, 16 подборов, четыре передачи и три блок-шота, одержав победу над «Миннесота Тимбервулвз» со счетом 110–103. Он провел идеальную четвертую четверть, набрав 11 очков. Дэвис провел 15-ю игру в составе «Лейкерс», набирая 35+ очков и 15+ подборов, и сравнялся с Уилтом Чемберленом по этому показателю, став четвертым в истории команды. В этих матчах «Лейкерс» выигрывают 13-2. 25 октября Дэвис набрал 35 очков в победе над «Финикс Санз» со счетом 123-116. Он стал третьим игроком «Лейкерс», набравшим подряд 35 очков в первых двух матчах сезона, после Джерри Уэста и Элджина Бэйлора. 15 ноября Дэвис набрал максимальные в сезоне 40 очков и взял 12 подборов, в том числе реализовал два решающих трехочковых в четвертой четверти матча с «Сан-Антонио Сперс» (120:115). 6 декабря Дэвис набрал 38 очков, сделал 10 подборов и 8 передач в овертайме в матче с «Атлантой Хокс» (134:132). 16 декабря Дэвис установил рекорд сезона, набрав 40 очков и взяв 16 подборов в победе над «Мемфис Гриззлис» (116:110). 27 января Дэвис открыл игру против «Шарлотт Хорнетс», набрав 21 очко и сделав 11 подборов в первой четверти, после чего одержал победу с 42 очками и 23 подборами.
28 января 2025 года Дэвис получил растяжение мышц живота в первой четверти матча с «Филадельфия Севенти Сиксерс» и вынужден был досрочно покинуть площадку. Центровой выбыл минимум на одну неделю.

### Даллас Маверикс (2025—настоящее время)
2 февраля 2025 года произошëл сенсационный трёхсторонний обмен с участием Дэвиса, в ходе которого «Даллас Маверикс» отправил в «Лейкерс» Луку Дончича, Макси Клебера и Маркиффа Морриса. «Лейкерс» же в свою очередь отдали Дэвиса, Макса Кристи и драфт-пик первого раунда 2029 года. Также в этой сделке участвовала «Юта Джаз», которая приняла контракт Джейлена Худ-Шифино на 4 млн долларов а также два пика второго раунда 2025 года за помощь в сделке. Этот обмен был признан одним из самых значительных и неожиданных в истории НБА, впервые в истории два действующих игрока сборной по итогам сезона были обменяны друг на друга в середине сезона.
8 февраля Дэвис дебютировал в составе «Маверикс», набрав 26 очков, 16 подборов, семь передач и три блока в победе над «Хьюстон Рокетс» со счетом 116:105. Он также присоединился к Дончичу и Майклу Финли в качестве единственных игроков, набравших не менее 20 очков, 10 подборов и 5 передач за половину игры в истории «Маверикс». Однако в той игре Дэвис растянул левую приводящую мышцу, что, по прогнозам аналитиков, вывело его из строя на несколько недель. 17 марта 2025 года Дэвис был направлен в команду «Техас Лэджендс» для набора игровой формы. Пропустив 18 игр, Дэвис вернулся после травмы 24 марта в матче с «Бруклин Нетс» (120:101).
Он забил победный бросок в игре против «Атланты Хокс» 2 апреля, вернувшись в концовке после травмы глаза, полученной ранее в игре. Дэвис закончил игру с 34 очками, 15 подборами и пятью блоками. Он также присоединился к Дэниэлу Гаффорду, став вторым игроком в истории франшизы, который набрал не менее 30 очков, 15 подборов и пяти блоков в одной игре. 11 апреля Дэвис оформил свой четвертый в карьере трипл-дабл, набрав 23 очка, 13 подборов, 10 передач и сделав рекордные в сезоне 7 блоков в победе над «Торонто Рэпторс» со счетом 124:102. Он стал первым игроком в истории НБА, набравшим 20+ очков, 10+ подборов, 10+ передач и 5+ блоков менее чем за 31 минуту.
8 июля 2025 года Дэвис перенес операцию по поводу восстановления сетчатки глаза. Ожидается, что игрок будет готов к началу тренировочного лагеря сезона 2025/26.

## Карьера в сборной
2 мая 2012 года, после того как в январе травмы получили игроки, входившие в расширенный состав сборной США по баскетболу (в частности, центровой Дуайт Ховард), Дэвис был включен в число финалистов отбора в олимпийскую сборную по баскетболу 2012 года.
Дэвис, наряду с Грегом Монро, рассматривался в качестве кандидата на вакантное место центрового, образовавшееся в результате травмы Ховарда. Дэвис стал бы первым американским игроком со времен Эмеки Окафора (в 2004 году), участвовавшим в Олимпийских играх без опыта игры в НБА.
К началу июля он был одним из шести игроков (наряду с Блейком Гриффином, Джеймсом Харденом, Руди Геем, Андре Игуодалой и Эриком Гордоном), претендовавших на три последних места в составе, по словам главы сборной Джерри Коланджело.
Тайсон Чендлер, Кевин Лав, Гриффин и Дэвис были единственными настоящими центровыми и тяжелыми форвардами среди 15 отобранных игроков. Сообщалось, что Дэвис «получил серьёзное растяжение лодыжки на тренировке» 30 июня и «почти наверняка лишится шанса сыграть за сборную США на Олимпийских играх в Лондоне летом этого года». Однако 12 июля 2012 года он был выбран в олимпийскую сборную после того, как Гриффин получил травму того же колена, которое он повредил в плей-офф НБА 2012 года, и в результате Дэвис стал единственным игроком-новичком в команде. В Лондоне команда победила Испанию и выиграла золотые медали Олимпийских игр.
Дэвис также входил в состав национальной сборной, которая 14 сентября завоевала золотую медаль Чемпионата мира по баскетболу ФИБА 2014, обыграв сборную Сербии. В 9 сыгранных матчах он набирал в среднем 12,3 очка, 6,6 подбора и 2,1 блока за игру.
Дэвис был включен в состав олимпийской сборной США 2024 года, вернувшись в национальную команду после 10-летнего перерыва. Он помог сборной США завоевать золотую медаль, в шести играх он набирал в среднем 8,3 очка, делал 6,7 подбора, 2,0 передачи, 1,2 перехвата и 1,5 блок-шота, что является лучшим показателем в команде за игру, при этом реализовывая 62,5% бросков с игры.

## Личная жизнь
Дэвис — сын Энтони Дэвиса-старшего, рост Дэвиса-старшего — 1 метр 91 сантиметр, а его мать, Эрайнер, — 1 метр 85 сантиметр. У него есть сестра-близнец Антуанетта и старшая сестра Иеша, которая играла в баскетбол в колледже Дейли.
Также, у него есть двоюродные братья по имени Джарвис, Маршаун и Кейт Чемберлен. Кейт профессионально играл в баскетбол в Германии и Латвии, а их отец, Кейт-старший, был спортивным директором начальной школы, где учился Дэвис.
15 июня 2012 года он подписал контракт с Арном Теллемом и Вассерман Медиа Групп в качестве своих агентов. В июне 2012 года Дэвис зарегистрировал торговую марку на свою монобровь слоганами «Бойтесь бровей» и «Поднимите брови».
В 2014 году Дэвис основал академию AD’s Flight Academy, которая проводит благотворительные мероприятия в районе Большого Нового Орлеана.
В декабре 2020 года Дэвис попал на обложку спортивного журнала Sports Illustrated USA c заголовком «Энтони Дэвис делает Лейкерс непобедимыми».
18 сентября 2021 года Дэвис женился на Марлен Поланко, пара воспитывает троих детей.

## Рекорды
- 21 февраля 2016 года в игре против «Детройт Пистонс» Дэвис набрал 59 очков и сделал 20 подборов. Тем самым в возрасте 22 лет и 347 дней стал самым молодым игроком, набравшим 59 очков в матче НБА.
- 3 марта 2015 года в игре против «Денвер Наггетс» Дэвис был близок к квадрупл-даблу, набрав 36 очков и сделав 14 подборов, 7 передач и 9 блок-шотов.
- 19 февраля 2017 года на Матче всех звёзд в Новом Орлеане Энтони Дэвис набрал 52 очка, обновив тем самым рекорд результативности для данного события.

## Награды и достижения
Командные
- Чемпион NBA (2020)
- Чемпион NCAA (2012)

Личные награды
- Самый ценный игрок матча всех звёзд школьной лиги Jordan Classic (2011, совместно с Джеймсом Майклом Макаду)
- Включён в первую сборную всех звёзд школьного чемпиона по версии Dime, ESPN, Jordan, McDonald’s, Parade, SLAM и USA Today (2011)
- Приз Джона Вудена лучшему игроку года среди студентов (2012)
- Приз Нейсмита лучшему игроку года среди студентов (2012)
- Приз имени Адольфа Раппа (2012)
- Приз имени Оскара Робертсона (2012)
- Баскетболист года среди студентов по версии Sporting News (2012)
- Баскетболист года среди студентов по версии Associated Press (2012)
- Лучший оборонительный игрок года по версии Национальной ассоциации баскетбольных тренеров (2012)
- Приз Лефти Дриселла лучшему оборонительному игроку года (2012)
- Новичок года по версии Ассоциации баскетбольных журналистов США (2012)
- Приз Кайла Мэйси лучшему новичку года (2012)
- Приз Пита Ньюэлла лучшему игроку передней линии (2012)
- Самый выдающийся игрок NCAA (2012)
- Лучший игрок конференции SEC по версии тренеров, Sporting News и AP (2012)
- Лучший новичок конференции SEC по версии тренеров, Sporting News и AP (2012)
- Лучший оборонительный игрок конференции SEC по версии тренеров (2012)
- Единогласно включён в первую сборную всех звёзд студенческого чемпионата США (2012)

Рекорды
- Рекорд среди новичков первого дивизиона НАСС по количеству блок-шотов
- Рекорд конференции SEC по количеству блок-шотов за сезон
- Рекорды среди новичков Кентуккийского университета по количеству дабл-даблов и подборов

## Прочая деятельность
Энтони появляется в качестве своей цифровой версии по имени Бровь в фильме «Космический джем: Новое поколение» (с англ. Brow). Может летать.

## Статистика

### Статистика в НБА
| Сезон                                                                                    | Команда    | Регулярный сезон | Регулярный сезон | Регулярный сезон | Регулярный сезон | Регулярный сезон | Регулярный сезон | Регулярный сезон | Регулярный сезон | Регулярный сезон | Регулярный сезон | Регулярный сезон | Серия плей-офф | Серия плей-офф | Серия плей-офф | Серия плей-офф | Серия плей-офф | Серия плей-офф | Серия плей-офф | Серия плей-офф | Серия плей-офф | Серия плей-офф | Серия плей-офф |
| Сезон                                                                                    | Команда    | GP               | GS               | MPG              | FG%              | 3P%              | FT%              | RPG              | APG              | SPG              | BPG              | PPG              | GP             | GS             | MPG            | FG%            | 3P%            | FT%            | RPG            | APG            | SPG            | BPG            | PPG            |
| ---------------------------------------------------------------------------------------- | ---------- | ---------------- | ---------------- | ---------------- | ---------------- | ---------------- | ---------------- | ---------------- | ---------------- | ---------------- | ---------------- | ---------------- | -------------- | -------------- | -------------- | -------------- | -------------- | -------------- | -------------- | -------------- | -------------- | -------------- | -------------- |
| 2012/13                                                                                  | Нью-Орлеан | 64               | 60               | 28,8             | 51,6             | 0,0              | 75,1             | 8,2              | 1,0              | 1,2              | 1,8              | 13,5             | Не участвовал  | Не участвовал  | Не участвовал  | Не участвовал  | Не участвовал  | Не участвовал  | Не участвовал  | Не участвовал  | Не участвовал  | Не участвовал  | Не участвовал  |
| 2013/14                                                                                  | Нью-Орлеан | 67               | 66               | 35,2             | 51,9             | 22,2             | 79,1             | 10,0             | 1,6              | 1,3              | 2,8              | 20,8             | Не участвовал  | Не участвовал  | Не участвовал  | Не участвовал  | Не участвовал  | Не участвовал  | Не участвовал  | Не участвовал  | Не участвовал  | Не участвовал  | Не участвовал  |
| 2014/15                                                                                  | Нью-Орлеан | 68               | 68               | 36,1             | 53,5             | 8,3              | 80,5             | 10,2             | 2,2              | 1,5              | 2,9              | 24,4             | 4              | 4              | 43,0           | 54,0           | 0,0            | 88,9           | 11,0           | 2,0            | 1,3            | 3,0            | 31,5           |
| 2015/16                                                                                  | Нью-Орлеан | 61               | 61               | 35,5             | 49,3             | 32,4             | 75,8             | 10,3             | 1,9              | 1,3              | 2,0              | 24,3             | Не участвовал  | Не участвовал  | Не участвовал  | Не участвовал  | Не участвовал  | Не участвовал  | Не участвовал  | Не участвовал  | Не участвовал  | Не участвовал  | Не участвовал  |
| 2016/17                                                                                  | Нью-Орлеан | 75               | 75               | 36,1             | 50,5             | 29,9             | 80,2             | 11,8             | 2,1              | 1,3              | 2,2              | 28,0             | Не участвовал  | Не участвовал  | Не участвовал  | Не участвовал  | Не участвовал  | Не участвовал  | Не участвовал  | Не участвовал  | Не участвовал  | Не участвовал  | Не участвовал  |
| 2017/18                                                                                  | Нью-Орлеан | 75               | 75               | 36,4             | 53,4             | 34,0             | 82,8             | 11,1             | 2,3              | 1,5              | 2,6              | 28,1             | 9              | 9              | 39,8           | 52,0           | 27,3           | 82,8           | 13,4           | 1,7            | 2,0            | 2,3            | 30,1           |
| 2018/19                                                                                  | Нью-Орлеан | 56               | 56               | 33,0             | 51,7             | 33,1             | 79,4             | 12,0             | 3,9              | 1,6              | 2,4              | 25,9             | Не участвовал  | Не участвовал  | Не участвовал  | Не участвовал  | Не участвовал  | Не участвовал  | Не участвовал  | Не участвовал  | Не участвовал  | Не участвовал  | Не участвовал  |
| 2019/20                                                                                  | Лейкерс    | 62               | 62               | 34,4             | 50,3             | 33,0             | 84,6             | 9,3              | 3,2              | 1,5              | 2,3              | 26,1             | 21             | 21             | 36,6           | 57,1           | 38,3           | 83,2           | 9,7            | 3,5            | 1,2            | 1,4            | 27,7           |
| 2020/21                                                                                  | Лейкерс    | 36               | 36               | 32,3             | 49,1             | 26,0             | 73,8             | 7,9              | 3,1              | 1,3              | 1,6              | 21,8             | 5              | 5              | 28,8           | 40,3           | 18,2           | 83,3           | 6,6            | 2,6            | 0,6            | 1,6            | 17,4           |
| 2021/22                                                                                  | Лейкерс    | 40               | 40               | 35,1             | 53,2             | 18,6             | 71,3             | 9,9              | 3,1              | 1,2              | 2,3              | 23,2             | Не участвовал  | Не участвовал  | Не участвовал  | Не участвовал  | Не участвовал  | Не участвовал  | Не участвовал  | Не участвовал  | Не участвовал  | Не участвовал  | Не участвовал  |
| 2022/23                                                                                  | Лейкерс    | 56               | 54               | 34,0             | 56,3             | 25,7             | 78,4             | 12,5             | 2,6              | 1,1              | 2,0              | 25,9             | 16             | 16             | 38,0           | 52,0           | 33,3           | 85,2           | 14,1           | 2,6            | 1,4            | 3,1            | 22,6           |
| 2023/24                                                                                  | Лейкерс    | 76               | 76               | 35,5             | 55,6             | 27,1             | 81,6             | 12,6             | 3,5              | 1,2              | 2,3              | 24,7             | 5              | 5              | 41,6           | 63,4           | 0,0            | 80,8           | 15,6           | 4,0            | 0,4            | 1,6            | 27,8           |
| 2024/25                                                                                  | Лейкерс    | 42               | 42               | 34,3             | 52,8             | 29,8             | 78,8             | 11,9             | 3,4              | 1,3              | 2,1              | 25,7             | Не участвовал  | Не участвовал  | Не участвовал  | Не участвовал  | Не участвовал  | Не участвовал  | Не участвовал  | Не участвовал  | Не участвовал  | Не участвовал  | Не участвовал  |
| 2024/25                                                                                  | Даллас     | 9                | 9                | 29,6             | 46,1             | 23,3             | 68,8             | 10,1             | 4,4              | 0,6              | 2,2              | 20,0             | Не участвовал  | Не участвовал  | Не участвовал  | Не участвовал  | Не участвовал  | Не участвовал  | Не участвовал  | Не участвовал  | Не участвовал  | Не участвовал  | Не участвовал  |
|                                                                                          | Всего      | 787              | 780              | 34,5             | 52,2             | 29,6             | 79,4             | 10,7             | 2,6              | 1,3              | 2,3              | 24,1             | 60             | 60             | 37,7           | 54,2           | 31,3           | 84,0           | 11,8           | 2,8            | 1,3            | 2,2            | 26,1           |
| Наведите курсор мыши на аббревиатуры в заголовке таблицы, чтобы прочесть их расшифровку. |            |                  |                  |                  |                  |                  |                  |                  |                  |                  |                  |                  |                |                |                |                |                |                |                |                |                |                |                |

### Статистика в NCAA
| Сезон | Команда  | Conf  | Class | GP | GS | MPG  | FG%  | 3P%  | FT%  | RPG  | APG | SPG | BPG | PPG  |
| --- | -------- | ----- | ----- | -- | -- | ---- | ---- | ---- | ---- | ---- | --- | --- | --- | ---- |
| 2011/12 | Кентукки | SEC   | FR    | 40 | 40 | 32,0 | 62,3 | 15,0 | 70,9 | 10,4 | 1,3 | 1,4 | 4,7 | 14,2 |
| Всего | Всего    | Всего | Всего | 40 | 40 | 32,0 | 62,3 | 15,0 | 70,9 | 10,4 | 1,3 | 1,4 | 4,7 | 14,2 |
| Наведите курсор мыши на аббревиатуры в заголовке таблицы, чтобы прочесть их расшифровку Статистика приведена с сайта sports-reference.com |          |       |       |    |    |      |      |      |      |      |     |     |     |      |